# Groupe Roullier
Groupe Roullier — французская агропромышленная группа. Основной продукцией являются удобрения, также производит кондитерские изделия, корма для животных и пластиковые контейнеры. Штаб-квартира расположена в городе Сен-Мало в регионе Бретань.

## История
Компанию основал в 1959 году Даниель Рулье. Первоначально компания занималась производством почвоулучшателей из мерла, субстрата из красных водорослей рода Lithothamnium, который традиционно использовали фермеры Бретани. В 1963 году в Тунисе началось производство фосфатных удобрений. В 1971 году в Сен-Мало открылся первый завод по производству гранулированных удобрений Timac Agro (Traitement Industriel du Maërl en Amendement Calcaire, «Промышленная переработка мерла в известковую добавку»). В 1976 году было создано подразделение кормовых добавок Phosphea, а в 1988 году — подразделение пластиковых контейнеров. В 1989 году была куплена кондитерская компания Paticeo.
В 1997 году был куплен завод удобрений в Бразилии. В 2000 году в Испании была куплена шахта по добыче магнезита. В 2004 году был куплен завод удобрений в Пишельсдорфе (Австрия). В 2005 году в Динаре был открыт научно-исследовательский центр CERA. В 2020 году была приобретена бельгийская кондитерская компания Alysse Food. В 2021 году были куплены Magnesium do Brasil (Бразилия) и Rainbow Plant Food (США).

## Деятельность
Подразделения компании по состоянию на 2022 год:
- Timac Agro — почвоулучшители, удобрения и биостимуляторы; 87 предприятий;
- Phosphea — корма для животных; 7 предприятий;
- Food Industry — торты и пирожные под брендами Pâtisseries Gourmandes, Maison Colibri и Alysse Food; 8 предприятий во Франции и Бельгии;
- Magnesium — каустический магнезит и другие соединения магния для применения в сельском хозяйстве, промышленности и строительстве; 3 шахты по добыче магнезита (в Испании и Бразилии) и 2 предприятия по его переработке;
- Agriplas — пластиковые контейнеры различных размеров; 4 предприятия;
- Weiss — электростанции на биомассе; установленная мощность 1 ГВт;
- Algology — продукты переработки водорослей для пищевой и косметической промышленности под брендом Nuwen; 1 предприятие во Франции.

Группе принадлежит 109 предприятий, из них во Франции — 36, Бразилии — 15, Канаде — 13, США — 10, Испании — 7, Италии — 5, Австрии — 3, Бельгии — 3, Ирландии — 3, Португалии — 2, Тунисе — 2, Уругвае — 2, Аргентине, Кении, Марокко, Перу, Румынии, Сербии, Турции и Чили — по 1.
Выручка группы за 2022 год составила 4,2 млрд евро, из них на зарубежную деятельность пришлось 75 %.